# キュウリジュース
キュウリジュース (英語: cucumber juice) は、キュウリを絞るかプレスして作るジュースである。キュウリは、98%が水分である。
キュウリジュースは、ブラッディ・マリーのようなカクテルやキュウリスープ、またディップやグリーンゴッデス等のドレッシングにも用いられる。キュウリジュースには、カリウムやビタミンAが豊富に含まれる。ケイ素も多く、ステロールも含む。
キュウリジュースは、化粧品、石鹸、シャンプー、ローション 、またオードトワレや香水の原料としても用いられる。
ロシアの伝統医学では、呼吸器の炎症や長引く咳を抑えるのに用いられる。また別の伝統では、胸やけの緩和や胃酸の抑制のためにも用いられる。火傷や発疹の緩和のために皮膚に塗ることもある。ワラジムシ等に対する忌避剤ともされる。

## 関連文献
- Tremblay, Sylvie (2015年4月16日). “The Benefits of Cucumber Juice”. SFgate.com. 2015年4月17日閲覧。
- Hui, Y.H.; Ghazala, S.; Graham, D.M.; Murrell, K.D.; Nip, W.K. (2003). Handbook of Vegetable Preservation and Processing. Food Science and Technology. Taylor & Francis. p. 190. ISBN 978-0-8247-5665-9